# Al Gash

Localização do distrito

Al Gash é um dos cinco distritos do estado de Ash Sharqiyah, no Sudão.